# FAIR AFFAIR
『FAIR AFFAIR』（フェア・アフェア）は、鈴木雅之の5枚目のアルバム。

## 解説
ヒットシングル「もう涙はいらない」を含む、11曲入りのフルアルバム。オリコン初登場第1位を記録し現在、ソロ作品最大のヒット・アルバム。本作を引っ提げてソロ初の大規模全国ツアー｢taste of MARTINI'92 "LOVE OVER TIME｣が行われ、全40公演のチケットは即日完売した。

## 収録曲
1. もう涙はいらない(sentimental version)
  - 作詞：西尾佐栄子／作曲・編曲：中崎英也
2. 冗談じゃないぜ
  - 作詞：朝水彼方／作曲・編曲：中崎英也
3. 最初のYaiYai
  - 作詞：西尾佐栄子／作曲：鈴木雅之／編曲：松本晃彦
4. ためいき
  - 作詞：大下きつま／作曲：松尾清憲／編曲：有賀啓雄
5. 君
  - 作詞：西尾佐栄子／作曲：安部恭弘／編曲：大村雅朗
6. さよならいとしのBaby Blues
  - 作詞・作曲：安藤秀樹／編曲：有賀啓雄
7. No Control
  - 作詞：西尾佐栄子／作曲：来生たかお／編曲：松本晃彦
8. 十年はやいよ
  - 作詞：神沢礼江／作曲：松尾清憲／編曲：松本晃彦
9. COME ON IN
  - 作詞・作曲：Isaac Hayes & David Porter／編曲：大村雅朗
10. せつなく I Love You
  - 作詞：安藤秀樹／作曲：安部恭弘／編曲：松本晃彦
11. 出会えてよかった
  - 作詞・作曲：鈴木雅之／編曲：大村雅朗

## 演奏
- 鈴木雅之 (Martin)
  - Vocal
  - Background Vocals (#1-8.11)
- 中崎英也：Electric Guitar & Keyboards (#1.2)
- 松本晃彦：Keyboards (#1.3.7.8)
- 竹野昌邦：Saxophone & Solo (#1)
- 安井歩：Programming (#1.2)
- 松井隆雄：Programming (#1)
- 安部恭弘：Background Vocals (#1)
- AMAZONS：Background Vocals (#2.8)
- 杏子：Vocal, Background Vocals (#3)
- 是永巧一：Electric Guitar (#3.8)
- 荒木敏男：Trumpet (#3.6)
- 平原まこと：Saxophone & Solo (#3)
- 金城寛文：Saxophone (#3)
- 村田陽一：Trombone (#3.6)
- 大竹徹夫：Programming (#3.7.8)
- 青山純：Drums (#4)
- 有賀啓雄：Electric Bass & Keyboards, Background Vocals (#4.6)
- 松下誠：Acoustic Guitar & Electric Guitar (#4)
- 小倉博和
  - Electric Guitar (#6)
  - Electric Guitar Solo (#4.6)
- 松田真人：Keyboards (#4)
- 金子飛鳥：Concert Master (#4)
- 遠山淳：Programming (#4.6)
- William Calboun：Drums (#5.11)
- Douglas Wimbish：Electric Bass (#5.11)
- Eddy Martinez：Acoustic Guitar (#5.11)
- ゴンチチ：Acoustic Guitar & Solo (#5)
- 大村雅朗：Keyboards (#5.11)
- 石川鉄男：Programming (#5.11)
- 小田原豊：Drums (#6)
- 中西康晴
  - Organ (#6)
  - Piano (#10)
- 三沢またろう：Percussion (#6)
- 下神竜哉：Trumpet (#6)
- 山本拓夫：Saxophone (#6)
- 鈴川真樹：Electric Guitar (#7.8)
- 数原晋：Trumpet (#7.8)
- ジェイク・コンセプション
  - Flute, Piccolo (#7)
  - Saxophone & Solo (#8)
- Lady M：Tel Voice (#7)
- 林研一郎：Trumpet (#8)
- 清岡太郎：Trombone (#8)
- Nanpa Clappers：Hand Clap, Temptation (#8)
- ポール・ヤング：Vocal (#9)
- Jimmy Copley：Drums (#9)
- ピノ・パラディーノ：Electric Bass (#9)
- Neil Hubbut：Electric Guitar (#9)
- Ian Kewley：Keyboards (#9)
- Ray Cooper：Percussion (#9)
- Kick Horns：Horns (#9)
- 渡嘉敷祐一：Drums (#10)
- 高水健司：Bass (#10)
- 中牟礼貞則：Guitar (#10)
- 朝川朋之：Harp (#10)
- 藤田乙比古、海野貴裕：Horn (#10)
- 中谷望、小出道也：Flute (#10)
- 金山功：Vibraphone (#10)
- 篠崎正嗣：Concert Master (#10)
- 山本直親：Conductor (#10)
- Paul Pesco：Electric Guitar (#11)
- 倉田信雄：Piano (#11)
- Gene Orloff：Concert Master (#11)